# I rangers delle galassie
I rangers delle galassie (The Adventures of the Galaxy Rangers) è una serie televisiva d'animazione prodotta dallo studio statunitense Gaylord Entertainment Company in collaborazione con la giapponese Tokyo Movie Shinsha, che ha fornito le animazioni, e creata da Robert Mandell.

## Trama
La vicenda è ambientata nel futuro, qualche tempo dopo l'anno 2086, quando due alieni provenienti dai pianeti Andor e Kirwin giungono sul pianeta Terra alla disperata ricerca di alleati contro l'espansionismo dell'Impero della Corona guidato dalla Regina della Corona. In cambio dell'aiuto, i due alieni sono disposti a fornire all'umanità i progetti per la costruzione di un propulsore per l’iperguida che permette di viaggiare nell'iperspazio.
A seguito di questo evento chiave nella storia dell'umanità i viaggi interstellari divengono possibili e in breve tempo un gran numero di colonie terrestri fioriscono in sistemi stellari lontani. Parallelamente alla crescita delle nuove attività umane ai confini dello spazio conosciuto, purtroppo si riscontrano anche le attività criminali e le nuove colonie necessitano di conseguenza di una difesa contro le varie minacce, tra le quali anche l'Impero della Corona.
Per far fronte a queste problematiche viene fondata una associazione nota come “BETA” (Bureau for Extra-Terrestrial Affairs), con una divisione “Ranger” che ne fa parte e ne rappresenta il settore operativo. L’associazione BETA diventa quindi il principale braccio militare ed esplorativo della Terra. Il quartier generale dell'organizzazione è sulla Terra, inoltre diverse altre basi vengono ubicate strategicamente sia sul nostro pianeta che nei suoi dintorni, come la “Longshot Research Facility” nel Grand Canyon e la “Stazione Spaziale BETA” nell'orbita terrestre.
La maggior parte delle colonie viste nella serie animata vengono dipinte come siti dediti all’agricoltura o avamposti minerari specializzati nell'estrazione di “pietre stellari”. Molti dei pianeti visitati hanno nomi che evocano ambientazioni western tipiche del continente nordamericano, come Nebraska, Mesa, Ozark e Prairie, per citarne solo alcuni.
Dopo il primo episodio pilota, intitolato “Phoenix”, in cui uno dei personaggi principali, Zachary Foxx, perde la moglie a causa della Regina della Corona, egli mette insieme un gruppo chiamato “Galaxy Rangers”, dedito a garantire la legge e l’ordine attraverso la nuova frontiera, cercando inoltre di sbarazzarsi dell'Impero della Corona. Oltre a Zachary Foxx, chiamato semplicemente Zack, gli altri membri del gruppo sono Shane Gooseman, detto Goose, Niki Stone, chiamata Niki, e Walter Hartford, detto Doc. Ognuno dei quattro ranger è equipaggiato con un dispositivo di tecnologia sperimentale chiamato Serie-5 per potenziare le proprie abilità naturali. L'impianto cerebrale della Serie 5, o S5, è considerato come il più innovativo sistema di cui l'umanità dispone per interfacciarsi e fondersi con la cibernetica. Tale impianto consente un notevole aumento delle capacità innate grazie alla conversione dell'energia bioelettrica generata dalla radiazione alfa memorizzata e convogliata all'interno dei distintivi indossati dai Galaxy Rangers.
L'Impero della Corona, noto anche come “Corona”, è governato dalla Regina della Corona, mossa da intenzioni e motivazioni malvagie. Ella controlla un gran numero di pianeti in una vasta sezione della galassia, governandoli come una dispotica e crudele dittatrice. La Regina controlla il suo impero impiegando degli esseri, chiamati “Signori degli Schiavisti”, con i quali ha un legame psichico; essi a loro volta derivano il loro potere dall'energia psichica instillata ad altri esseri che sottomettono. Dopo che l'Impero incontrò gli umani, la Regina scoprì che erano più adatti all'estrazione di energia rispetto a qualsiasi altra specie incontrata in precedenza.

## Personaggi
| Personaggi             | Voce americana | Voce italiana      |
| ---------------------- | -------------- | ------------------ |
| Zachery "Zach" Foxx    | Jerry Orbach   | Ivo De Palma       |
| Shane "Goose" Gooseman | Doug Preis     | Paolo Marchese     |
| Niki Stone             | Laura Dean     | Dania Cericola     |
| Walter "Doc" Hartford  | Hubert Kelly   | Aldo Stella        |
| Regina Silver          | Corrine Orr    | Marcella Silvestri |

## Sigle
Sigla americana
- "No Guts, No Glory", scritta e composta da Phil Galdston e John Van Tongeren e cantata dallo stesso Van Tongeren con lo pseudonimo di Johnny Vancouver: sigla iniziale di tutti gli episodi; è stata usata come sigla di chiusura negli episodi 1-35 e 37.
- "Rangers Ride Forever" (conosciuta anche come Rangers Are Forever), scritta e composta dai fratelli Steve e Chris Overland, eseguita dal gruppo britannico FM e cantata dal loro cantante solista, lo stesso Steve Overland; sigla di chiusura negli episodi 36 e 38-65.
Sigla italiana
- "I rangers delle galassie", testo di Alessandra Valeri Manera e musica di Vincenzo Draghi, interpretata da Giampi Daldello: sigla di apertura e chiusura usata per tutti gli episodi.